# Торглер, Эрнст
Э́рнст То́рглер (нем. Ernst Torgler; 25 апреля 1893, Берлин — 19 января 1963, Ганновер) — немецкий политик. С 1924 года — депутат рейхстага от Коммунистической партии Германии (КПГ). С 1927 года — заместитель председателя, с 1929 года — председатель фракции КПГ в рейхстаге. Один из обвиняемых в поджоге Рейхстага (1933). Позже сотрудничал с нацистами.

## Биография
Родился 25 апреля 1893 года в Берлине в семье муниципального работника, после окончания коммерческого училища работал продавцом в Берлине. Бедственное положение семьи не позволило ему исполнить свое желание стать учителем. С 1907 года – член социалистической молодежи, с 1910 года  – член Социал-демократической партии Германии  и профсоюза. С 1914 года на фронте, до 1916 года – пехотинец, затем авиарадист. Каждую свободную минуту уделял чтению, во время отпуска посещал образовательные курсы. В 1917 году перешёл в Независимую социал-демократическую партию, в начале революции стал председателем Совета рабочих и солдат в Нойруппине. Вернувшись в Берлин, снова работал продавцом. В конце 1920 года левое крыло Независимой социал-демократической партии слилось с КПГ, и Торглер стал коммунистом.
С 1921 по 1930 год — депутат городского собрания от берлинского округа Лихтенберг. С 1924 года — депутат рейхстага от КПГ. С 1927 года — заместитель председателя, с 1929 года — председатель коммунистической фракции в рейхстаге. С 1932 по 1933 год совместно с Вильгельмом Пиком редактировал журнал фракции «Красный избиратель».
28 февраля 1933 года после поджога Рейхстага Торглер вопреки воле руководства компартии добровольно явился в полицию для опровержения обвинений в свой адрес, но был арестован и находился в заключении без предъявления обвинения до июля 1933 года. В июле последовало обвинение в поджоге и государственной измене. Его семья тщетно попыталась привлечь к защите близких к КПГ адвокатов. В результате Торглер принял услуги д-ра Альфонса Зака, который часто защищал на процессах национал-социалистов. На Лейпцигском процессе прокурор потребовал для него смертной казни, однако 23 декабря 1933 года Торглер был оправдан за недостаточностью улик. По окончании процесса он находился под «защитным арестом». 
В 1935 году на Брюссельской конференции КПГ его исключили из рядов компартии, так как он добровольно сдался национал-социалистической юстиции и принял услуги национал-социалистического защитника.
После освобождения из лагеря в ноябре 1936 года Торглер работал представителем фирмы «Электролюкс» и был под наблюдением службы безопасности (СД).
29 июля 1937 года его сын Курт (1919—1943), который в ноябре 1935 года эмигрировал в Советский Союз, был арестован НКВД по обвинению в шпионаже и 27 декабря 1937 года приговорен к 10 годам лагерей.
В мае 1940 года через несколько дней после того, как его сына депортировали из советского лагеря в Германию, Торглер стал сотрудничать с министерством пропаганды — сначала на псевдокоммунистическом подпольном радио «Юманите», потом на псевдосоциалистическом подпольном радио «Конкордия». С 1941 по 1943 год он работал инспектором недвижимости в главном попечительском управлении Ост в Берлине, а с 1943 года в Треббине.
После покушения на Гитлера в 1944 году Торглер оказался в числе подозреваемых, но за него заступился, по его словам, лично Геббельс. В феврале 1945 года он переехал вместе со своим управлением в Бюккебург в Нижней Саксонии, где впоследствии работал в городской администрации уполномоченным по делам беженцев.
В феврале 1946 года Торглер безуспешно попытался вновь вступить в КПГ, с 1949 года — член СДПГ, работал в Ганновере служащим в профсоюзе общественных услуг. Умер и похоронен в Ганновере, могила не сохранилась.
26 ноября 2014 года перед бывшим домом Торглера на Липницштрассе, 46 в Берлине-Карлсхорсте была открыта мемориальная доска.